# Chelidonium buddleiae
Chelidonium buddleiae är en skalbaggsart som beskrevs av J. Linsley Gressitt och Yves Rondon 1970. Chelidonium buddleiae ingår i släktet Chelidonium och familjen långhorningar. Inga underarter finns listade i Catalogue of Life.